# Inkey Béla
Pallini Inkey Béla (Pozsony, 1847. december 1. – Szombathely, 1921. augusztus 31.) geológus, agrogeológus. Erdélyben végzett ércteleptani és földtani térképezési munkái mellett nevéhez fűződik a magyarországi agrogeológiai kutatások megalapozása és elindítása. 1887-től a Magyar Tudományos Akadémia levelező tagja volt.

## Élete
Pallini Inkey Zsigmond (1819–1886) és gróf Batthyány Antónia (1827–1886) fiaként született somogyi nemesi családban. Apai nagyszülei Inkey Antal (1776–1831) somogyi szolgabíró és Tarródházi Kiss Teréz (1791–1840), anyai nagyszülei gróf Batthyány István (1788–1865) és gróf Bolza Antónia (1788–1836) voltak. Apai nagybátyja, Pallini Inkey József (1813–1900), 1895. november 17-én bárói rangot kapott.
Középiskoláit 1859–1967-ben Ausztriában, a jezsuiták kalksburgi tanintézetében végezte el. 1867–1869-ben jogot tanult a pesti egyetemen, bírói vizsgáját további magántanulmányokat követően 1870-ben Pozsonyban tette le. Rövid ideig a vallás- és közoktatásügyi minisztériumban segédfogalmazóként dolgozott, ahol a selmecbányai bányászati és erdészeti akadémia ügyeivel foglalkozott. A jogi pálya helyett azonban inkább a földtudományokat választotta, és 1871-től a freibergi bányászati akadémia hallgatója volt, ahol többek között a korábban Magyarországon és Erdélyben is ércteleptani kutatásokat végző Bernhard von Cotta előadásaira járhatott. 1874-ben megszerezte bányamérnöki oklevelét, s még abban az évben a Magyar Királyi Földtani Intézet térképező geológusa lett. 1874-ben Hoffmann Károllyal a Villányi-hegységben, 1875–1876-ban Vas vármegyében geologizált. 1875-ben Szabó Józseffel együtt nagyobb terepmunkát végzett Szerbiában, Görögországban és az európai Törökországban is. 1877-ben már önálló tanulmányútra ment Sopron vármegyébe. A Magyar Természettudományi Társulat felkérésére 1878–1880-ban az Erdélyi-érchegység, s főként a nagyági érclelőhely bányageológiai, geológiai viszonyait tárta fel. 1880 végén Hantken Miksa társaságában a zágrábi földrengést követően végzett a helyszínen vizsgálatokat. 1882–1883-ban a Déli-Kárpátokban végzett földtani térképezési munkálatokat. 1885-ben Dalmácia, Montenegró, Albánia, Macedónia, Görögország és Szerbia földtani felépítését tanulmányozta egy Balkán-félszigeti expedíció tagjaként.
1886-tól, apja halálát követően jórészt Vas megyei birtoka ügyeivel foglalkozott. 1891-ben a földművelésügyi minisztérium megbízásából Németországban – Berlin, Lipcse, Heidelberg, Strassburg környékén – tanulmányozta a mezőgazdasági geológia módszereit. Visszatérését követően még ugyanazon év novemberében a Földtani Intézet főgeológusává nevezték ki, s az általa alapított agrogeológiai osztály munkáját irányította. 1893–1895-ben a földművelésügyi minisztérium megbízásából agrogeológiát oktatott államilag szervezett szőlészeti és borászati tanfolyamokon. 1897-ben visszavonult, és taródházi (ma Sorkifalud) birtokán gazdálkodott. 1906-ban a magyar földtudományt képviselve részt vett és kőzettani előadást tartott a Mexikóvárosban megrendezett X. Nemzetközi Geológiai Kongresszuson, azt követően az Amerikai Egyesült Államokban végzett rövidebb terepmunkát.
A sorkifaludi (taródházi) temetőben nyugszik, sírhelyét a Nemzeti Emlékhely és Kegyeleti Bizottság „A” kategóriában a Nemzeti Sírkert részévé nyilvánította.

## Munkássága
Pályája elején főként ércteleptani vizsgálatokat folytatott az Erdélyi-érchegységben, e témában írt 1885-ös monográfiáját a Magyar Természettudományi Társulat Semsey-díjjal jutalmazta. Az 1881. évi bolognai II. Nemzetközi Geológiai Kongresszus – egész Európa átnézetes földtani térképének elkészítésére buzdító – felhívásához csatlakozva harmadmagával vállalta el a Déli-Kárpátok geológiai feltérképezését, amely munkából neki az Olt áttörésétől a Vaskapu-szorosig terjedő terület jutott. Az 1880-as évek második felétől főként agrogeológiai kutatásokat végzett, s elsősorban az Alföld földtani térképezésével foglalkozott. Nevéhez fűződik az első magyarországi agrogeológiai felvétel elkészítése Pusztaszentlőrinc (ma Budapest XVIII. kerülete) környékén, s a szervezett agrogeológiai kutatások elindítása. Szervezőmunkájának köszönhetően 1909-ben Budapesten rendezték meg az I. Nemzetközi Agrogeológiai Kongresszust. Részt vett a Földtani Közlöny (1880–1884) valamint a Földtani Értesítő (1880–1885) szerkesztésében.
Tudományos eredményei elismeréseként 1887-ben a Magyar Tudományos Akadémia levelező tagjává választották. 1877–1881 között a Magyarhoni Földtani Társulat első titkára, 1912-től tiszteleti tagja volt.

## Főbb művei
- A székesfehérvár-velencei hegység granit- és trachyt-nemű kőzetei, in: Földtani Közlöny  1875
- Nagyág földtani és bányászati viszonyai: Monográfia, Budapest, 1885
- Román és magyar geológiai fölvételek a két ország határhegységében, in: Földtani Közlöny  1885
- Az erdélyi havasok az Oltszorostól a Vaskapuig, Budapest, 1889
- Puszta-Szt-Lőrincz vidékének talajtérképezése, Budapest, 1892
- Tájékozódás az Alföld földtani képződményeiben és talajviszonyaiban, in: A Magyar Királyi Földtani Intézet Évi Jelentése 1891
- A geológiai felvételek alkalmazása a mezőgazdaság terén, in: Köztelek 1892
- Alföldi talajtanulmányok, in: A Magyar Királyi Földtani Intézet Évi Jelentése 1893
- A Debreczeni M. Kir. Gazdasági Tanintézet földje, Budapest, 1894
- Mezőhegyes és vidéke agronóm-geológiai szempontból, Budapest, 1896
- The ghost of Rouveray and other stories, Heilbronn, 1904
- A magyarországi talajvizsgálatok története, Budapest, 1915